# Iodotropheus
Iodotropheus è un genere di pesci d'acqua dolce appartenente alla famiglia Cichlidae, sottofamiglia Pseudocrenilabrinae.

## Distribuzione e habitat
Tutte le specie sono endemiche del lago Malawi, dove vivono in acque dure e alcaline.

## Etimologia
Il nome scientifico del genere deriva dalle parole greche iodos, che indica il colore della ruggine ma anche della lavanda, in riferimento alla livrea della specie tipo I. sprengerae, + tropaion (o dal latino tropheus), memoriale dei caduti, riferito alla particolare dentatura.

## Descrizione
Caratteristica identificativa degli Iodotropheus è la conformazione del labbro superiore, collegato da un frenulo alle gengive, e la particolare dentatura.

Le dimensioni variano dai 6 ai 10 cm, secondo la specie.

## Specie
Al genere appartengono solamente 3 specie:
- Iodotropheus declivitas
- Iodotropheus sprengerae
- Iodotropheus stuartgranti

## Acquariofilia
Iodotropheus sprengerae è la specie più comunemente commercializzata per l'acquariofilia, allevato prevalentemente da appassionati Mbuna.